# Tongmian
Tongmian (kinesiska: 桐棉乡, 桐棉) är en socken i Kina. Den ligger i den autonoma regionen Guangxi, i den södra delen av landet, omkring 150 kilometer sydväst om regionhuvudstaden Nanning. Antalet invånare är 34923. Befolkningen består av 16 783 kvinnor och 18 140 män. Barn under 15 år utgör 23,0 %, vuxna 15-64 år 68 %, och äldre över 65 år 7,0 %.
Genomsnittlig årsnederbörd är 2 443 millimeter. Den regnigaste månaden är augusti, med i genomsnitt 516 mm nederbörd, och den torraste är januari, med 21 mm nederbörd.